# Asmate fraternaria
Asmate fraternaria là một loài bướm đêm trong họ Geometridae.